# 엑스오, 키티
《엑스오, 키티》(영어: XO, Kitty)는 넷플릭스에서 2023년 5월 공개된 미국의 로맨틱 코미디 드라마이다. 넷플릭스 오리지널 영화 《내가 사랑했던 모든 남자들에게》 시리즈의 스핀오프 작품으로, 영화 3부작에서 주인공 라라 진의 여동생으로 나왔던 키티를 주인공으로 한다.

## 출연진

### 주연
- 애나 캐스카트 - 키티 커비 역
- 최민영 - 대(대헌) 역
- 앤서니 키번 - 큐 역
- 지아 김 - 유리 역
- 이상헌 - 민호 역
- 피터 선월드 - 알렉스 역
- 리건 알리야 - 줄리아나 역

### 조연
- 김윤진 - 임지나 교장 역
- 마이클 K. 리 - 이 교수 역
- 조슬린 셸포 - 매디슨 역
- 이성욱 - 김씨 역
- 테오 오지에르 - 플로리앙 역
- 존 코빗 - 댄 커비 역
- 이형철 - 한씨 역
- 오서연 - 미희 역
- 류한비 - 유니스 역

### 카메오 출연
- 한채영 - 다미 역
- 옥택연 - 오션 박 역